# Антонов Микола Йосипович
Микола (Лука) Йосипович Антонов (Антонов-Грицюк) (нар. 1893, село Дольськ Ковельського повіту Волинської губернії, тепер Волинської області — розстріляний 23 лютого 1939, Москва) — радянський діяч органів держбезпеки, народний комісар внутрішніх справ Кабардино-Балкарської АРСР, заступник начальника 10-го (тюремного) відділу ГУДБ НКВС СРСР. Входив до складу особливої трійки НКВС СРСР. Депутат Верховної Ради СРСР 1-го скликання (1937—1938).

## Біографія
Народився в родині селянина-наймита. Закінчив два класи сільського училища. У 1903—1913 роках наймитував у поміщиків і колоністів Ковельського повіту Волинської губернії.
У листопаді 1913 — вересні 1914 року — рядовий 65-го Моршанського стрілецького полку російської армії. У вересні 1914 — травні 1916 року — молодший унтер-офіцер Орського і Бузулуцького стрілецьких полків Південно-Західного фронту. У травні 1916 — березні 1917 року — прапорщик Орського і Бузулуцького стрілецьких полків Південно-Західного фронту. У березні — липні 1917 року — підпоручник Ізмайловського лейб-гвардії полку російської армії. Учасник Першої світової війни, повний Георгіївський кавалер.
З липня 1917 по грудень 1918 року — наймит у заможного селянина в містечку Дубровиця Ровенського повіту Волинської губернії. Перебував на підпільній роботі, був одним з організаторів і керівників Дубровицкого повстання 1918 року.
Член РКП(б) з лютого 1918 року.
З грудня 1918 по 1919 рік — заступник комісара 1-го Комуністичного повстанського загону. До березня 1919 року — командир роти 21-го Волинського полку, начальник господарської частини 21-го Волинського полку РСЧА. З березня по липень 1919 року — командир роти вартового батальйону Старокостянтинівського повітового військкомату. З липня по жовтень 1919 року — помічник командира 398-го Богунського стрілецького полку РСЧА, брав участь у боях під Житомиром і Коростенем.
У жовтні 1919 — березні 1920 року — заступник уповноваженого з організації партизанських загонів РВР і штабу 12-ї армії РСЧА.
У березні 1920 — березні 1922 року — уповноважений особливого відділу надзвичайної комісії (ЧК) 12-ї армії РСЧА.
У березні 1922 — серпні 1923 року — уповноважений ДПУ при РНК Української СРР; уповноважений Київського губернського відділу ДПУ. Один з ключових учасників операції з виманення генерала Юрка Тютюнника з території Польщі.
У серпні 1923 — листопаді 1929 року — уповноважений Повноважного представництва ОДПУ по Південному Сходу (Північно-Кавказькому краю).
У листопаді 1929 — жовтні 1932 року — помічник начальника Кабардино-Балкарського обласного відділу ДПУ.
У жовтні 1932 — липні 1934 року — начальник Кабардино-Балкарського обласного відділу ДПУ. У липні 1934 — липні 1937 року — начальник Управління НКВС по Кабардино-Балкарській АРСР. 1 липня — 1 жовтня 1937 року — народний комісар внутрішніх справ Кабардино-Балкарської АРСР. Голова республіканської особливої трійки, створеної за наказом НКВС СРСР від 30 липня 1937 року, активний учасник сталінських репресій.
З 23 жовтня 1937 по 28 березня 1938 року — заступник начальника 10-го (тюремного) відділу ГУДБ НКВС СРСР. На цій посаді брав безпосередню участь у ліквідації в'язнів Соловецької в'язниці особливого призначення.
28 березня — 23 жовтня 1938 року — начальник тюремного відділу НКВС СРСР.
Заарештований 23 жовтня 1938 року. Засуджений Військовою колегією Верховного суду СРСР 22 лютого 1939 року до страти. Розстріляний наступного дня.
Визначенням Військової колегії Верховного суду СРСР 5 січня 1955 року вирок скасований і справа припинена за відсутністю складу злочину. Реабілітований. Посмертно відновлений в партії, проте наказ НКВС СРСР про звільнення з органів держбезпеки у зв'язку з арештом скасований не був аж до 2013 року. У 2013 році був посмертно звільнений з органів держбезпеки у зв'язку із загибеллю. У 2005 році відновлений в праві на державні нагороди, які були посмертно повернуті родичам.

## Звання
- капітан державної безпеки (25.12.1935)
- майор державної безпеки (21.04.1937)

## Нагороди
- два ордени Червоного Прапора (1923, 20.11.1925)
- орден Червоної Зірки (11.07.1937)
- медаль «XX років Робітничо-Селянській Червоній Армії» (22.02.1938)
- знак «Почесний працівник ВЧК-ДПУ (XV)» (4.02.1933)
- Георгіївський хрест I ст.
- Георгіївський хрест II ст.
- Георгіївський хрест III ст.
- Георгіївський хрест IV ст.